# 张家河镇
张家河镇，是中华人民共和国陕西省汉中市勉县下辖的一个乡镇级行政单位。

## 行政区划
张家河镇下辖以下地区：
张家河村、金洞村、八庙村、金家庄村、金华庙村、黄莲村、冷峪河村、茅坝坪村、头沟村、二沟村和松树坝村。